# Castell de Mogoda
El castell de Mogoda és al barri de La Mogoda, al sud-est del nucli urbà de Santa Perpètua de Mogoda (Vallès Occidental), entre la riera de Caldes, la carretera de Caldes i la línia de la RENFE Mollet - El Papiol.
L'origen del castell és als segles xii – xiii. Actualment, el conjunt del castell està format per la masia fortificada (dels segles XII-XIII), la capella (del XIV) –que compta amb una façana que fou reformada el 1739-, les cavallerisses (del 1730) i l'edifici residencial, de dues plantes, construït l'any 1737 i reformat el 1859. La majoria d'aquestes construccions es disposen al voltant del pati d'armes al qual s'accedeix per un portal modernista.

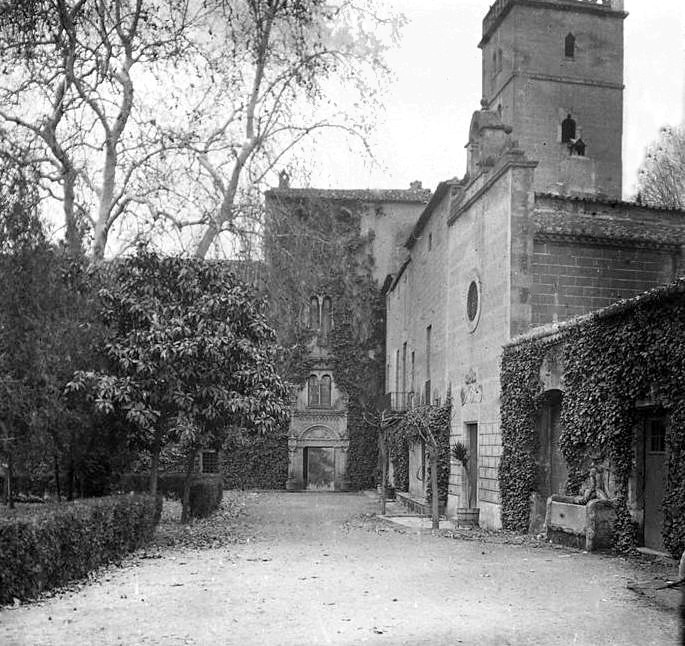
El mas de Mogoda el 1915

A l'exterior hi ha el conjunt de les cases dels treballadors de les propietats del castell, construïdes a finals del segle xix, i disposades en rengleres formant una L on viuen unes 200 persones. Cada casa té el seu petit hort. Aquests i els jardins senyorials són els únics que en resten.
El castell i la capella foren construïts pels senyors de Mogoda. El 1278 passà de mans de Jaume de Sant Martí a la família Sant Vicenç, senyors de Cabanyes, que l'any 1343 van obtenir del rei Pere el Cerimoniós la baronia de Mogoda.
L'any 1356, en temps de Berenguer de Sant Vicenç, fou assaltat i incendiat per les tropes de la ciutat de Barcelona que veia amb recel tenir un poder feudal tan a prop. Aquest, en el seu testament, deixà el castell i les seves terres a la Pia Almoina de Barcelona en herència.
Més tard, el 1434, tot el conjunt, integrat per més de 300 Ha –juntament amb els seus drets feudals-, fou adquirit per la Cartoixa de Montalegre que n'exercí l'explotació agrícola. Arran d'una desamortització, al segle xix passà a ser propietat del Marquès de Comillas i, més tard, del seu hereu el comte de Güell. El model d'explotació agrària constituí un exemple ben clar de les colònies agràries creades al segle xix, algunes de les quals varen esdevenir, reconvertides, colònies industrials. Durant la Guerra Civil, la Generalitat el confiscà. Més tard passà a mans de l'estat i, finalment, de la Generalitat que la gestiona a través de l'Institut Català del Sòl.
La masia fortificada té tres plantes; la part més antiga té elements romànics, i la més nova, gòtics, entre els quals algunes finestres del segle xv. La torra que s'alça al mig de les edificacions possiblement fos, inicialment, una talaia de sentinella. Perpendicularment a la torre i a la capella hi ha l'edifici residencial, el palau de l'any 1737, de planta rectangular i de dos pisos d'alçada, que va ser reformat l'any 1859 amb estil modernista.
Cada any, a finals d'abril s'hi celebra la MostraMogoda, i a l'estiu, els concerts de les Nits al Castell de Mogoda.